# Arractocetus aspoecki
Arractocetus aspoecki is een keversoort uit de familie Lymexylidae. De wetenschappelijke naam van de soort is voor het eerst geldig gepubliceerd in 2004 door Paulus.